# Sudaria
Sudaria is een geslacht van hooiwagens uit de familie Assamiidae.
De wetenschappelijke naam Sudaria is voor het eerst geldig gepubliceerd door Roewer in 1923. 

## Soorten
Sudaria omvat de volgende 4 soorten:
- Sudaria atrolutea
- Sudaria jacobsoni
- Sudaria sarasinorum
- Sudaria simaluris